# Johann Georg Friedrich Wendell
Johann Georg Friedrich Wendell (auch: Johann Georg Friedrich Wendel) (* 26. Juli 1774 in Rendsburg; † 29. Oktober 1836 ebenda) war ein deutscher Stadthauptmann, Buchdrucker und Zeitungsverleger.

## Leben
Wendel eröffnete 1806 als erster Buchdrucker in Rendsburg eine Druckerei und gab seit 1808 mit königlichem Privileg das Gemeinnützige Wochenblatt für Rendsburg und die umliegende Gegend heraus, dessen Redakteur er bis zu seinem Tod war. Aus dem Blatt entwickelte sich die heutige Schleswig-Holsteinische Landeszeitung.
Gleichzeitig war er auch als Schriftsteller tätig und gab eine Beschreibung der St. Marienkirche in Rendsburg heraus.
Er wurde zum Rendsburger Stadthauptmann gewählt.
Er war verheiratet mit Anna Margaretha (* unbekannt; † 19. Februar 1842), geb. Mumm. Der gemeinsame Sohn  Friedrich Matthias Wendell (* 25. Dezember 1798 in Rendsburg; † 15. Dezember 1853) setzte nach dem Tod seines Vaters den Druck des Rendsburger Wochenblatts fort. Nach Friedrich Matthias Wendells Tod verkaufte seine Witwe das Unternehmen an Heinrich Gütlein.

## Schriften (Auswahl)
- Beschreibung der inhaltsreichen Altstädter St. Marienkirche in Rendsburg. Zum 300jährigen Reformationsfeste verfaßt. Rendsburg 1817.
- Kurze Nachricht von dem, was in Beziehung auf die Feier des dritten hundertjährigen Jubelfestes der Reformation in der Altstädter St. Marienkirche durch freiwillige Beiträge verbesser worden. Rensburg 1818.
- Hans Lorenz Andreas Vent; Johann Georg Friedrich Wendell: Ueber die Veranlassung und Nothwendigkeit der gegenwärtigen Glaubensfehde. Rendsburg gedruckt bei J.G.F. Wendell 1819.
- Ernst Christian Kruse; Johann Georg Friedrich Wendell: Wann ist von den Holsteinern, Dänen und Schweden das tausendjährige Jubelfest des bei ihnen gegründeten Christenthums zu feiern? Eine historische Untersuchung. Rendsburg Wendell 1820.